# Gertrude van den Bergh
Gertrude van den Bergh, född 1793 i Köln, död 1840, var en nederländsk pianist, musikpedagog och kompositör. Hon betraktades som ett underbarn och var verksam från 1802 och framåt. 